# Allan Elsom
Pour les articles homonymes, voir Elsom.

a Compétitions nationales et continentales officielles uniquement.

b Matchs officiels uniquement.
Allan Elsom, né le 18 juillet 1925 à Christchurch (Nouvelle-Zélande) et mort le 25 septembre 2010 dans la même ville, est un joueur international néo-zélandais de rugby à XV qui joue avec Canterbury durant sa carrière. Il évolue aux postes de centre et d'ailier.

## Biographie

### Carrière sportive
Allan Elsom joue au rugby à XV avec le club d'Albion basé à Christchurch puis au niveau provincial avec Canterbury.
Allan Elsom dispute son premier test match avec l'équipe de Nouvelle-Zélande le 6 septembre 1952, à l'occasion d'un match contre l'Australie.
En 1953, il est sélectionné pour participer à la tournée en Europe en compagnie de son beau-frère Nelson Dalzell. Il participe notamment à un test match contre le pays de Galles à Cardiff,.
Le 17 septembre 1955, il dispute son dernier test match contre l'Australie. En dehors de ces test matchs, il prend part à seize autres rencontres avec les All Blacks et marque treize essais.

### Famille
Allan Elsom est le beau-frère d'un autre international néo-zélandais : Nelson Dalzell. Par ailleurs, il est le grand-oncle de George, Adam, Sam et Luke Whitelock, tous joueurs professionnels de rugby à XV et joueurs de Canterbury. George, Sam et Luke sont internationaux néo-zélandais comme leur grand-oncle.

## Statistiques en équipe nationale
- 6 sélections avec l'équipe de Nouvelle-Zélande dont 6 comme capitaine.
- 1 drop, 3 points.
- Nombre total de matchs avec les All Blacks :  22.
- Sélections par année : 2 en 1952, 1 en 1953, 3 en 1955.